# Manoise
Die Manoise ist ein kleiner Fluss in Frankreich, der im Département Haute-Marne in der Region Grand Est verläuft. Sie entspringt im Natura-2000-Schutzgebiet Cul du Cerf, in einer Reculée im Gemeindegebiet von Orquevaux, entwässert generell Richtung Südwest und mündet nach rund 13 Kilometern im Gemeindegebiet von Vignes-la-Côte als rechter Nebenfluss in die Sueurre, die selbst kurz danach den Rognon erreicht. In ihrem Unterlauf begleitet die Manoise die ehemalige Bahnstrecke Bologne–Pagny-sur-Meuse, die aktuell als Draisinenbahn Cyclo Rail des Trois Vallées touristisch genutzt wird.

## Orte am Fluss
(Reihenfolge in Fließrichtung)
- Orquevaux
- Humberville
- Manois
- La Ferme, Gemeinde Reynel
- La Vieille Forge, Gemeinde Rimaucourt
- Vignes-la-Côte

## Sehenswürdigkeiten
- Cul du Cerf, geologisch interessanter Felskessel (Reculée) an der Quelle der Manoise[5]